# Serica behluddinensis
Serica behluddinensis är en skalbaggsart som beskrevs av Ahrens 2005. Serica behluddinensis ingår i släktet Serica och familjen Melolonthidae. Inga underarter finns listade i Catalogue of Life.